# Котюшев, Сидор Яковлевич
Сидор Яковлевич Котюшев (1924—1994) — звеньевой молочного совхоза «Июсский» Орджоникидзевского района Хакасской автономной области. Участник Великой Отечественной войны и Советско-японской войны, Герой Социалистического Труда.

## Биография
Сидор Котюшов родился 20 марта 1924 года в Чебаковском районе Хакасского уезда Енисейской губернии (ныне Ширинский район Хакасии). В 1939 году окончил пять классов сельской школы и начал трудиться скотником совхоза «Июсский», а в 1941 году возглавил звено полеводов.
В 1942 году Сидор Котюшов был призван в армию, участвовал в Великой Отечественной войне и Советско-японской войне. Весь боевой путь Сидор Котюшов прошёл сапёром в инженерно-миномётной роте 18-й гвардейской механизированной бригаде 9-го гвардейского механизированного корпуса 6-й гвардейской танковой армии. В 1943 году участвовал в боях под Смоленском, в 1944 году на 1,2,3 Украинских фронтах освобождал Украину, затем Молдавию. В 1944—1945 годах воевал в Юго-Восточной и Центральной Европе, освобождал Румынию, Австрию, Венгрию, Чехословакию. За воинскую доблесть проявленную во время Великой Отечественной войны был награждён орденом Славы 3-й степени и различными медалями. В августе 1945 года вместе с 6-й гвардейской танковой армией на Забайкальском фронте принимал участие в Советско-японской войне. Участвовал в форсировании Большого Хингана, во взятии Хайлара и других районов Внутренней Монголии. Войну закончил на берегу Жёлтого моря в городе Порт-Артур.
В мае 1947 года демобилизован и вернулся работать звеньевым совхоза «Июсский». По итогам 1948 года его звено получило урожай 29 центнеров пшеницы с гектара площади. 8 марта 1949 года указом Президиума Верховного Совета СССР за получение высоких урожаев пшеницы в 1948 году Сидору Яковлевичу Котюшеву присвоено звание Героя Социалистического Труда с вручением ордена Ленина и золотой медали «Серп и Молот».
В 1950 году Сидор Котюшов окончил курсы руководящих работников при Шушенском сельскохозяйственном техникуме, затем работал на руководящих должностях совхоза «Июсский» Орджоникидзевского района Хакасской автономной области. В 1984 году вышел на пенсию. В 1988 году переехал в город Абакан. Сидор Котюшов скончался 28 января 1994 года и был похоронен в городе Абакан.

## Награды
- Медаль «За боевые заслуги» (11 сентября 1943)[3]
- Орден Славы 3-й степени (29 апреля 1945)[4]
- Орден Отечественной войны 2-й степени (6 апреля 1985)[5]
- Медаль «Серп и Молот» (8 марта 1949 — № 3099)
- Орден Ленина (8 марта 1949 — № 92393)
- Медаль «За победу над Германией в Великой Отечественной войне 1941—1945 гг.»
- Медаль «За доблестный труд в Великой Отечественной войне 1941—1945 гг.»
- Медаль «За победу над Японией»
- Медаль «За освобождение Праги»
- Медаль «За взятие Вены»
- Медаль «За взятие Будапешта»
- Медаль «Ветеран труда»
- Медаль «За освоение целинных земель»
- Юбилейная медаль «Тридцать лет Победы в Великой Отечественной войне 1941—1945 гг.»
- Юбилейная медаль «Сорок лет Победы в Великой Отечественной войне 1941—1945 гг.»
- Юбилейная медаль «50 лет Вооружённых Сил СССР»
- Юбилейная медаль «60 лет Вооружённых Сил СССР»
- Знак «25 лет победы в Великой Отечественной войне»